# Igerna bimaculicollis
Igerna bimaculicollis är en insektsart som beskrevs av Carl Stål 1855. Igerna bimaculicollis ingår i släktet Igerna och familjen dvärgstritar. Inga underarter finns listade i Catalogue of Life.